# Паркия
Паркия (лат. Parkia) — род цветковых растений семейства Бобовые (Fabaceae).
Род назван Робертом Броуном в честь шотландского исследователя Африки М. Парка.
Представители рода произрастают в тропиках, несколько видов в Африке, около 10 в Азии, более двадцати в регионе Неотропика.
По современным данным род составляет около 40 видов.
Виды
- Parkia bahiae H.C.Hopkins
- Parkia balslevii H.C.Hopkins
- Parkia barnebyana H.C.Hopkins
- Parkia bicolor A.Chev.
- Parkia biglandulosa Wight & Arn.
- Parkia biglobosa (Jacq.) G.Don — Паркия Клаппертона
- Parkia cachimboensis H.C.Hopkins
- Parkia decussata Ducke
- Parkia discolor Benth.
- Parkia filicina (Willd.) Walp.
- Parkia filicoidea Oliv.
- Parkia gigantocarpa Ducke
- Parkia igneiflora Ducke
- Parkia intermedia Hassk.
- Parkia javanica (Lam.) Merr.
- Parkia korom Kaneh.
- Parkia leiophylla Kurz
- Parkia lutea H.C.Hopkins
- Parkia madagascariensis R.Vig.
- Parkia multijuga Benth.
- Parkia nitida Miq.
- Parkia panurensis H.C.Hopkins
- Parkia paraensis Ducke
- Parkia parrii Baker
- Parkia parvifoliola Hosok.
- Parkia paya H.C.Hopkins
- Parkia pendula (Willd.) Walp.
- Parkia perrieri (Drake) Palacky
- Parkia platycephala Benth.
- Parkia reticulata Ducke
- Parkia sherfeseei Merr.
- Parkia singularis Miq.
- Parkia speciosa Hassk. — Паркия красивая
- Parkia sumatrana Miq.
- Parkia timoriana (Harms) Merr.
- Parkia truncata Cowan
- Parkia ulei (Harms) Kuhlm.
- Parkia velutina Benoist
- Parkia versteeghii Merr. & L.M.Perry

|                                                                              |  |
| плоды Parkia speciosa (Малайзия) древесина Parkia pendula (Тулузский музеум) |  |